# Lorenzo Sommariva
Lorenzo Sommariva (* 5. August 1993 in Genua) ist ein italienischer Snowboarder. Er startet im Snowboardcross.

## Werdegang
Sommariva, der für den C.S. Esercito startet, errang bei den Juniorenweltmeisterschaften 2013 in Erzurum den 25. Platz. Im Snowboard-Weltcup nahm im Dezember 2003 in Montafon erstmals teil und belegte dabei den 52. Platz. Im Dezember 2016 erreichte er in Montafon mit dem sechsten Platz seine erste Top-Zehn-Platzierung im Weltcup. Bei den Snowboard-Weltmeisterschaften 2017 in Sierra Nevada kam er auf den 38. Platz und bei den Olympischen Winterspielen 2018 in Pyeongchang auf den 26. Platz. Im März 2018 holte er in Veysonnaz mit zwei ersten Plätzen seine ersten Siege im Europacup. In der Saison 2018/19 errang er mit drei vierten und je einen dritten und ersten Platz, den neunten Platz in der Snowboardcrosswertung des Europacups. In der folgenden Saison kam er im Weltcup fünfmal unter den ersten Zehn. Dabei holte er in Cervinia und in Big White seine ersten Weltcupsiege und belegte damit den zweiten Platz im Snowboardcross-Weltcup. In der Saison 2020/21 errang er mit zwei dritten Plätzen den sechsten Platz im Gesamtweltcup. Im Februar 2021 wurde er im schwedischen Idre mit Michela Moioli im Mixed-Team-Wettbewerb Vize-Weltmeister Snowboardcross. In der folgenden Saison wurde er Fünfter im Snowboardcross-Weltcup. Dabei holte er auf der Reiteralm seinen dritten Einzelsieg im Weltcup. Anfang April 2022 wurde er italienischer Meister. Bei den Olympischen Winterspielen 2022 in Peking belegte er den 26. Platz im Einzel und den vierten Rang im Teamwettbewerb.
Sommariva nahm bisher an 57 Weltcups teil und belegte dabei 20-mal eine Top-Zehn-Platzierung (Stand: Saisonende 2021/22).

## Teilnahmen an Weltmeisterschaften und Olympischen Winterspielen

### Olympische Winterspiele
- 2018 Pyeongchang: 26. Platz Snowboardcross
- 2022 Peking: 4. Platz Snowboardcross Team, 26. Platz Snowboardcross

### Snowboard-Weltmeisterschaften
- 2017 Sierra Nevada: 38. Platz Snowboardcross
- 2021 Idre: 2. Platz Snowboardcross Team, 19. Platz Snowboardcross
- 2023 Bakuriani: 33. Platz Snowboardcross
- 2025 Engadin: 5. Platz Snowboardcross Team, 15. Platz Snowboardcross

## Weltcupsiege und Weltcup-Gesamtplatzierungen

### Weltcupsiege

#### Weltcupsiege im Einzel
| Nr. | Datum             | Ort       |
| --- | ----------------- | --------- |
| 1.  | 21. Dezember 2019 | Cervinia  |
| 2.  | 26. Januar 2020   | Big White |
| 3.  | 12. März 2022     | Reiteralm |

#### Weltcupsiege im Team
| Nr. | Datum             | Ort      | Disziplin             |
| --- | ----------------- | -------- | --------------------- |
| 1.  | 11. Dezember 2021 | Montafon | Snowboardcross Team 1 |

### Weltcup-Gesamtplatzierungen
| Saison  | Punkte | Platz |
| ------- | ------ | ----- |
| 2013/14 | 307    | 37.   |
| 2014/15 | 269    | 29.   |
| 2015/16 | 419,2  | 39.   |
| 2016/17 | 1240   | 15.   |
| 2017/18 | 1332,6 | 26.   |
| 2018/19 | 887,9  | 18.   |
| 2019/20 | 3450   | 2.    |
| 2020/21 | 246    | 6.    |
| 2021/22 | 296    | 5.    |
| 2022/23 | 327    | 6.    |
| 2023/24 | 181    | 18.   |
| 2024/25 | 184    | 15.   |